# Zagłębie Lubin
KGHM Zagłębie Lubin este un club de fotbal din Lubin, Polonia care evoluează în Ekstraklasa. Echipa susține meciurile de acasă pe Stadion Zagłębia Lubin cu o capacitate de 16.100 de locuri.

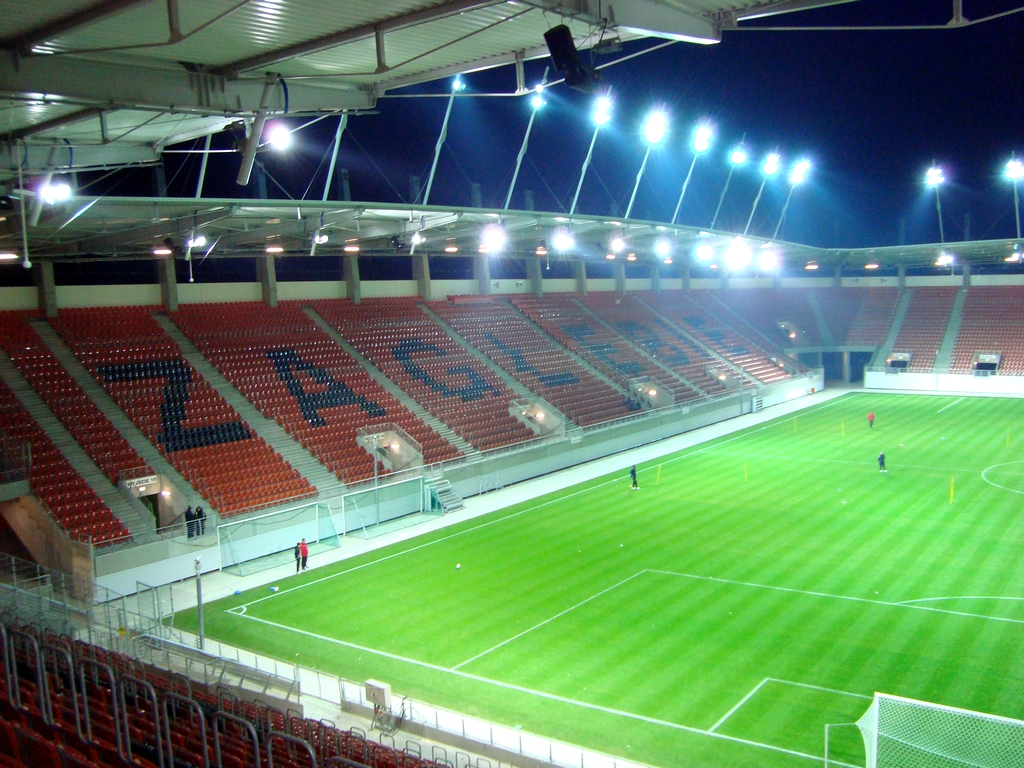
Stadion Zagłębia Lubin

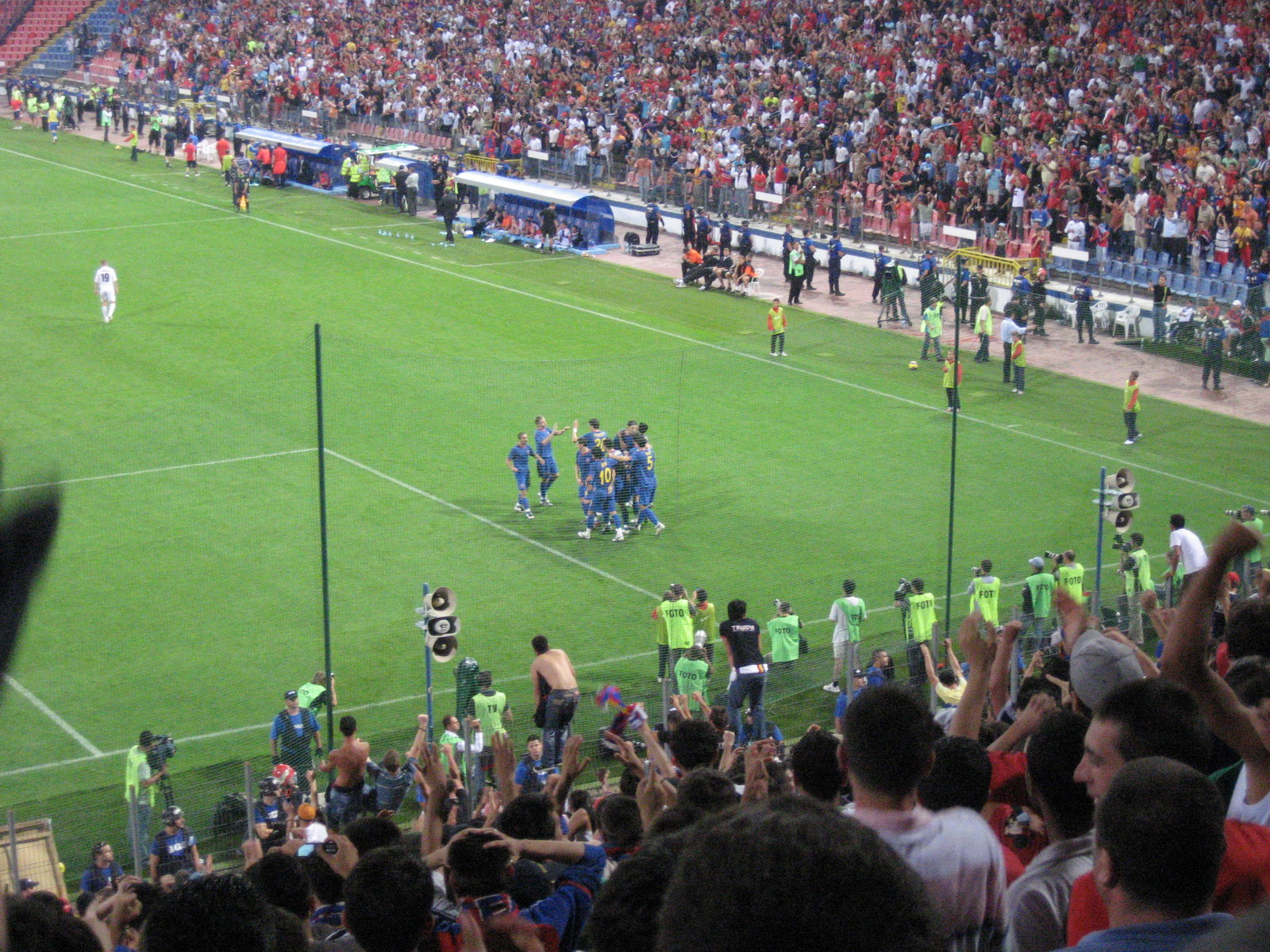
FC Steaua Bucureşti 2-1 Zagłębie Lubin (8 august 2007)

## Palmares
- Ekstraklasa:
  - Câștigătoare (2): 1991, 2007
  - Locul doi (1): 1990
  - Locul trei (1):2006
- Cupa Poloniei:
  - Finalistă (2): 2004-2005, 2005-2006
  - Semifinalistă (2): 1978-1979, 2000-2001
- Supercupa Poloniei:
  - Câștigătoare (1): 2007
  - Finalistă (1): 1991
- Cupa Ligii Poloniei:
  - Finalistă (1): 2000-2001